# الحويز (الحفة)
الحويز قرية في ناحية عين التينة التابعة لمنطقة الحفّة في محافظة اللاذقية. بلغ عدد سكانها 251 نسمة عام 2004.